# Loreto Millalén
Loreto Millalén Iturriaga (Santiago de Chile, 19 de febrero de 1974) es una artista, grabadora, tejedora, bailarina y poeta mapuche de Chile. Es fundadora y directora del Taller y Escuela de Arte Textil Mapuche Ad Llallin y creadora del Primer Encuentro de Textiles de Abyayala en Wallmapu: Arte Textil y Medicina.

## Biografía
Estudió Licenciatura en Arte con mención en Grabado en la Facultad de Artes de la Universidad de Chile. 
Su vínculo con el arte textil mapuche comienza a temprana edad, profundizando en el aprendizaje de la técnica doble faz con la artista Lorena Lemunguier, un lazo que se fortalece por la relación de amistad entre sus familias. Sus viajes le permitieron estudiar la expresión del arte textil en Latinoamérica y en el mundo. Así pudo estudiar el arte textil maya, en Guatemala y México; el telar inca, en Perú y Ecuador; y el telar egipcio, en Colombia, entre otros. 
La artista ha señalado que sus pewma, sueños, han sido fundamentales para guiar su camino en el arte textil. A ello hay que agregar su relación con la naturaleza y las energías que la habitan. Para Loreto Millalén, su arte se fundamenta «en la necesidad de transmitir los conocimientos que he adquirido y descifrado para colaborar en nuestra comunidad, con nuestra resistencia pues nuestro arte textil es la belleza que emana de nuestra espiritualidad, es un territorio mas, un lenguaje que recuperamos, defendemos, protegemos, debe ser descifrado con un gran sentimiento y respeto, lejos de la discriminación, la ignorancia, los prejuicios, hay que permitirse heredar una vida en plenitud».
El 15 de agosto de 2008 fundó el Taller y Escuela de Arte Textil Mapuche Ad Llallin. Su actividad como facilitadora del conocimiento textil y colórico se ha desarrollado en diversos lugares del país, tal es el caso de su residencia artística en la ciudad de Puerto Natales llevada a cabo en 2012.
Ha explorado otros campos artísticos y de expresión de la cultura siendo intérprete de canto y danza en la obra IAM MAPUCHE (2016-2017), dirigida por el coreógrafo samoano Lemi Pomifasio y reconocida por el Círculo de Críticos de Arte de Chile como «Mejor Montaje Internacional 2015» en la categoría de Teatro. Participó además en la obra de danza Malen, dirigida por Ricardo Curaqueo Curiche, que obtuvo también un reconocimiento como «Mejor Obra de Danza Nacional 2017». Sumado a lo anterior es integrante del Colectivo Cultural Indígena Kutána.

## Obras
- Calendario Hemoglobina Lunar (2010-2012), tejido en Ñimin (estructura complementaria), con un diseño original, basado en la contabilidad del ciclo lunar y femenino. Es un calendario creado con técnicas textiles ancestrales mapuche y obra contemporánea, hilos rojos y blancos - sangre menstrual y leche. Fue expuesta en el Museo Textil de Oaxaca en 2012.[8]
- Fuchakeche Ruka Yem (Abuelatorio) (2014),[9] un espacio para la memoria y el recuerdo de los relatos de los abuelos y abuelas, utilizando diversas técnicas textiles y materialidades construye, como señala Luis Campos: «una cápsula en donde metafóricamente uno se inserta y puede conseguir transitar en el tiempo de las palabras y de los mensajes. Un lugar en donde se transmite la cultura».[10]
- Cuando el alma seca, recobra la memoria del torrente (2016-2017),[11] escultura tejida con fibra vegetal y vellón, nudos y costura. Realizada junto a Ángela Rodríguez, Antonio Calibán Catrileo, Nicole Betacourt y Sebastián Trippner del Colectivo de Pu Chilkatube de Taller de Conexiones Textiles y Arte Textil Mapuche Ad Llallin.

## Exposiciones
- Ñimin: Dibujo de la Tierra: 8 estructuras de urdimbre, formas de dibujar, comunicar y hacer mundo del arte textil mapuche. Centro Cultural Estación Mapocho, Santiago de Chile, 2011 y Museo Textil de Oaxaca, México, 2012.
- Llampezken: Taller Mariposa: exposición colectiva de Taller y Escuela de Arte Textil Mapuche Ad Llallin. Biblioteca Centro Cultural Gabriela Mistral, 2012.[12]
- Chañuntuco: Estallido Ondulante de la Tierra/ Xariwe ka kutama: exposición itinerante de textiles individuales hechos para llevar a los encuentros, lugar o territorios portátiles, consideró además parte de la colección del Museo Stom, correspondiente a textiles pehuenche, 2013.[13]
- Wixal Ka Mapu: instalación textil de treinta chañuntukos elaborados por las chilkatufe, estudiantes en mapudüngun, del Taller y Escuela Ad Llallin, desarrollados a partir de la investigación, la exploración personal y colectiva, vinculando la recuperación de las técnicas textiles con la recuperación del territorio mapuche, el reconocimiento de los derechos indígenas y la buena vida, 2014.[14][15][16]
- Ñimican: exposición colectiva del Taller y Escuela Ad Llallin, basada en los trariwe, faja protectora y fortalecedora del vientre femenino, 2016.[17]
- En épocas de cambio, la tierra fecunda el cielo: instalación que participó en el encuentro Caminando entre el cielo y la tierra que convocó a más de 25 creadores/as indígenas y afrodescendientes, organizado por el Consejo Nacional de la Cultura y las Artes en el Centro Cultural Gabriela Mistral (GAM), 2016.[18]
- Llampezken y Papalotl: Biología de las Danzas Tintóreas entre Mariposas Andinas y Mesoamericanas. Charla en el Encuentro TEXTIM II, realizado en el Museo Textil de Oaxaca en memoria de la maestra tejedora Justina Oviedo Rangel, 2016.[19]
- Estación Mapuche: exposición colectiva de Taller y Escuela de Arte Textil Mapuche Ad Llallin. Textiles diseñados por niñas y niños desde los 4 años de edad, tejidos por sus madres tías y abuelas a partir de diálogos transgeneracionales mediados por el wixal y las llallin kuse, antigua tejedora mítica, primera araña que enseñó a hilar y tejer a las mujeres mapuche. Dedicada a la petición reflexión y acción por el cese a la vulneración de los derechos de la infancia y de las comunidades mapuche en el Wallmapu y al Mapocho lewfu (río Mapocho) por su continuidad y fuerza que aporta a la ciudad de Santiago de Chile, 2017.